# 英矽智能
英矽智能，是一家美國生物科技公司，總部座落於香港科學園和紐約 The Cure 大樓。英矽智能結合基因體學 、大數據分析以及深度學習來進行電腦藥物開發。

## 歷史
執行長亞歷克斯-扎沃洛科夫(Alex Zhavoronkov)於2014年創立英矽智能，致力於發展替代方案來取代藥廠裡藥物研發中的動物實驗。藉由人工智慧以及深度學習技術，英矽智能的AI引擎能夠分析藥物如何作用於細胞以及可能的副作用。透過Pharma.AI，英矽智能提供機器學習的服務給數家知名藥廠、生物科技公司以及化妝品公司。 英矽智能亦聞名於透過自行創建的分子線上黑客松來招募所需人才。
英矽智能有許多的合作案應用次世代的人工智慧技術例如生成對抗網路(GANs)和強化學習(RL)來產生具有理想特性的新穎分子結構。透過和美國哈佛大學教授Alan Aspuru-Guzik研究團隊合作，他們發表了更好的生成對抗性網路架構，結合生成對抗網路、強化學習以及可微神經電腦(DNC)來產生新的分子結構。
英矽智能最近和11個不同的研究機構共同發表在自然通訊的論文提出iPANDA降維演算法,  此外英矽智能也和生物科技公司以外的單位合作發表論文專注在組織多樣性以及反種族歧視。 英矽智能並和葛蘭素史克  Bio Time， Juvenescence， 和量子電腦公司 YMK Photonics是合作夥伴。
2017年，英矽智能當選[輝達 輝達]（NVIDIA）五大“潛在最具社會影響力AI公司“之一,  英矽智能在比利時、俄羅斯和英國設有研發中心，並透過各個程式設計黑客松比賽來聘僱人才。 至2017年為止，英矽智能從投資者募資到$8.26百萬美金，其中包括Deep Knowledge Venture 、JHU A-Level Capital, Jim Mellon, and Juvenescence。 在2018年公佈的投資者包括藥明康德 (中國一家提供整合新藥研發服務平台的巨擎)、Peter Diamandis的 BOLD Capital以及 Pavilion Capital。